# The Brave and the Bold
The Brave and Bold (traduzido pela EBAL como Superduplas e pela Panini Comics como  O Bravo e o Audaz) é um título compartilhado por várias séries de histórias em quadrinhos da DC Comics.
A primeira dessas foi publicada como série periódica de 1955 a 1983. Foi seguida por algumas mini-séries em 1991 e em 1999 e revivida mais uma vez em 2007 como série contínua.
O foco de cada versão deste título variou com o tempo mas é mais comum e frequente a apresentação de histórias com a união de vários personagens do Universo DC.

## Histórico da Publicação

### Primeiro Volume
O primeiro volume da série durou 200 números e foi publicado de de agosto 1955 a julho de 1983. Originalmente, Brave and the Bold é uma série de antologia com contos de aventura de eras passadas com personagens como Silent Knight, o Príncipe Viquingue, Golden Gladiator, Robin Hood, e muitos outros. Com a edição # 25, a série foi recriada como um título de teste para novos personagens e conceitos, e a maioria deles ainda estão ativos até hoje: o Esquadrão Suicida, a Liga da Justiça da América, Metamorfo, Nemesis, os Novos Titãs, entre outros. A série foi mudado mais uma vez na edição # 50 como um título team-up criada pelos personagens, mas na edição # 67, a série foi recriada mais uma vez como título do Batman, o team-up do Cruzado Encapuzado era foco principal do revista. Isso foi graças à série de TV Batman, que foi popular na época em que levou à criação da Batmania. Como tal, a popularidade levou a DC colocar o Batman personagem principal de quase todos os títulos em que ele aparecia, como a Liga da Justiça da América
Brave and the Bold continuaria a ser um título Team-Up do Batman até a edição # 200.
O título é conhecido por ser o primeira a apresentar a versão do Batman criada por Neal Adams, gerando bastante interesse nos fãs, Adams definiu a imagem moderna do Batman.
edição final do título apresentado um team-up do Batman da Terra 1 e o da Terra 2, e enquanto não se sabe o que levou ao cancelamento do título, a edição final incluiu uma prévia do título que passou a substituir The Brave and the Bold, "Batman e Os Renegados".

### Segundo Volume: Flash e Lanterna Verde: The Brave and the Bold
Entre dezembro de 1991 e Junho de 1992, The Brave and the Bold retornado como uma mini-série em 6 edições protagonizada por Arqueiro Verde, O Questão  e Butcher. A mini-série foi escrita por Mike Grell.
Entre Outubro de 1999 e Março de 2000, uma segunda mini-série em 6 edições foi publicada protagonizada por Flash e Lanterna Verde intitulado Flash and Green Lantern: The Brave and the Bold. Esta mini-série foi escrita por Mark Waid e Tom Peyer com arte de Barry Kitson e Tom Grindberg. Uma versão em capa dura dessamini-série foi publicada em 2001 (ISBN 1563897083).
No Brasil, essa mini-série foi publicada numa versão especial pela Mythos Editora em Junho de 2004 com o título "Flash & Lanterna Verde: De Volta à Era de Prata".

### Terceiro Volume
Depois de anos de interesse dos fãs desde o cancelamento do primeiro volume, DC ressuscitou o título "The Brave and the Bold"  como um segundo volume da série, publicada desde abril de 2007. Decidindo que seria uma revista ao acaso Team-Up, e não uma revista Team-Up Batman, seu primeiro escritor foi Mark Waid, que permaneceu no título até o décimo sexto número. Enquanto o primeiro arco envolvia Batman, numa equipa composta pelo Lanterna Verde Hal Jordan, a história teve duas equipes com outros personagens. Outros personagens incluídos Supergirl, Lobo, Besouro Azul, e a Legião de Super Heróis. O segundo arco pegou tópicos do primeiro arco, mas, principalmente focada em histórias auto-contidas.

## Outras mídias
O título "Brave and Bold" foi usado em episódio duplo da terceira temporada do desenho da Liga da Justiça.

### Batman: The Brave and the Bold
Em Novembro de 2008, estreou no Cartoon Network estadunidense o desenho Batman: The Brave and the Bold, onde uma versão menos noturna do Batman trabalha em conjunto com outros heróis do Universo DC.